# Polyainos
Polyainos (grekiska Πoλύαινoς, latin Polyaenus) var en forngrekisk krigsvetenskaplig skriftställare, som levde under 100-talet e.Kr.
Polyainos levde i Rom som retor och sakförare. Han efterlämnade ett till större delen bibehållet, kejsarna Marcus Aurelius och Lucius Verus tillägnat, arbete i 8 böcker, Strategemata (Strategika; om krigslist), vilket, utöver vad titeln utlovar, redogör för en mängd i det politiska och enskilda livet förekommande knep och skälmstycken. Arbetet har alltså, om än kritiklöst och ytligt, betydelse för kännedomen om dåtidens kulturhistoria. Det utgavs av  Adamantios Korais (1809) och Eduard Wölfflin (1860; ny upplaga av Johann Melber 1887).